# Pipiroa
Pipiroa est une localité rurale du district de Hauraki dans la région de Waikato de l’ Île du Nord de la Nouvelle-Zélande.

## Population
La population de la ville de Pipiroa et de ses environs était de 87 résidents lors du recensement de 2013 en Nouvelle-Zélande.

## Toponymie
Le Ministère de la Culture et du Patrimoine de Nouvelle-Zélande donna la traduction de  "long pipi (coquillage) (en)" pour Pipiroa.

## Éducation
L’école de « Kopuarahi School » est une  école mixte, publique, asssurant le primaire avec un effectif de 17 élèves en mars 2019 .